# Pablo Sebastián Portela
Pablo Sebastian Portela (Castelar, 21 de junio de 1980) es un exjugador de handball argentino. Se retiró en el año 2021 cuando jugaba en Universidad de Luján Handball.
Compitió en los Juegos Olímpicos de Londres 2012 y en los Juegos Olímpicos de Río de Janeiro 2016. Participó en varios campeonatos mundiales, siendo el Campeonato Mundial de 2009 su debut en la Selección mayor. Su último torneo internacional fue en el Campeonato Mundial de 2017.
Obtuvo tres Campeonatos Panamericanos en 2010, 2012 y 2014, venciendo a Brasil en la final de todos ellos.

## Clubes
- River Plate  (1999-2015)
- Colegio Ward  (2016-2017)
- UNLu (Handball)  (2018-)